# Pristiglottis philippinensis
Pristiglottis philippinensis là một loài thực vật có hoa trong họ Lan. Loài này được (Ames) Cretz. & J.J.Sm. miêu tả khoa học đầu tiên năm 1934.